# Etyka żołnierska
Etyka żołnierska - jest rozumiana jako:
- Dyscyplina naukowa, której przedmiotem jest moralność rozumiana jako zespół norm i ocen, które w danym okresie i społeczeństwie postępowanie ludzi i ich współżycie. Wiedza o społecznych i psychologicznych źródłach moralności oraz o jej funkcjach i rozwoju - nauka formułująca i uzasadniająca normy moralne.
- Zespół ocen i norm, które regulują postępowanie i współżycie żołnierzy; postępowanie zgodne z tymi normami.

W skład etyki żołnierskiej wchodzą też nakazy (normy) określające m.in. sposób prowadzenia walki (etyka walki), postępowanie wobec przeciwnika (nieprzyjaciela), ludności cywilnej, jeńców itd.